# Menú turístico

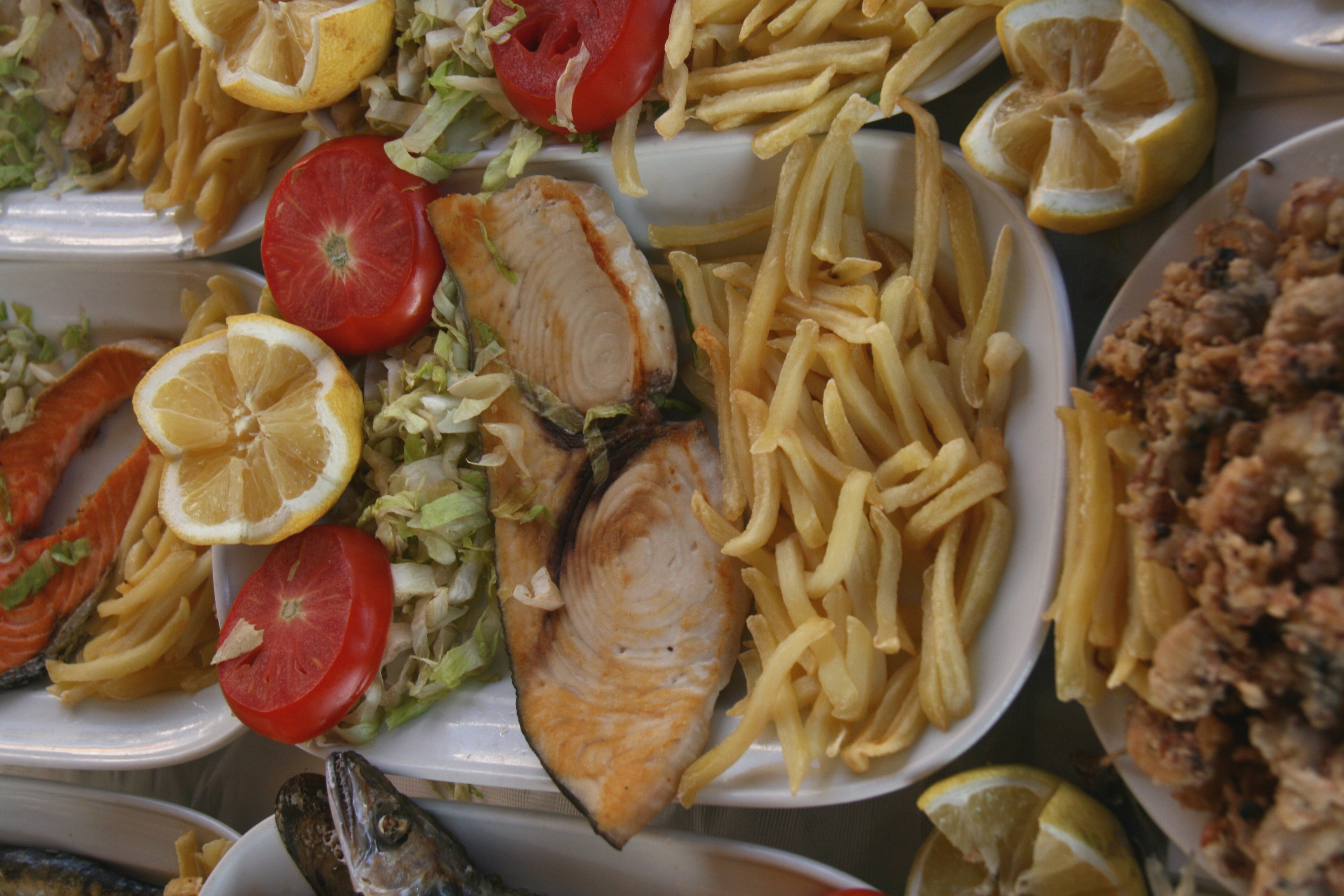
Menú turístico en Calpe.

El menú turístico es un tipo de menú ofrecido a los turistas en ciertos países con el objeto de poder reproducir los estereotipos de una cultura culinaria. Por regla general los menús turísticos son una oferta barata y atractiva para un turismo de bajo poder adquisitivo. Este tipo de menús se encuentra como oferta en los países que son objeto de turismo. Se puede decir que se componen de un menú de degustación con los platos más populares en la localidad, generalmente a un precio fijo. 

## Historia
Es Manuel Fraga, ministro de Información y Turismo entre 1962 y 1969 el que incluye el menú turístico en la normativa de los restaurantes españoles.